# ПФК „Левски“ (София)
Вижте пояснителната страница за други значения на Левски.
ПФК „Левски“ (София) е български професионален футболен отбор от София, основан на 24 май 1914 г. от група млади гимназисти и кръстен на българския революционер и национален герой Васил Левски. Откакто е основан, „Левски“ София е единственият отбор, който през всичките 97 футболни шампионата на България участва или в първа Софийска футболна дивизия, или в Националната А група. „Левски“ е 26 пъти шампион на България, с 26 спечелени Национални купи (национален рекорд) и с общо 74 завоювани трофея, отборът е рекордьор по този показател за страната. В европейските клубни турнири „Левски“ достига три пъти четвъртфинал в турнира за Купата на националните купи през сезони 1969/1970, 1976/1977, 1986/1987 и два пъти в турнира за Купата на УЕФА – 1975/1976, 2005/2006. „Левски“ е първият български отбор, който участва в групите на Европейската шампионска лига – през сезон 2006/2007.
Едни от най-успешните години за клуба са тези през 70-те, в които „Левски“ печели 4 шампионски титли – 1970, 1974, 1977 и 1979, 5 купи на България – 1970, 1971, 1976, 1977 и 1979 и 3 дубъла – 1970, 1977 и 1979 г.; докато в европейските клубни турнири достига 3 пъти четвъртфинал – 1970, 1976 и 1977 г. През този период „сините“ отстраняват АФК „Аякс“ и ФК „Боавища“ и побеждават, но без да отстранят ФК „Барселона“ и ФК „Атлетико“ (Мадрид). Въпреки тези успехи, десетилетието е „помрачено“ от смъртта на две от легендите не само на „Левски“, но и на Националния отбор Георги Аспарухов и Никола Котков, които загиват в автомобилна катастрофа на 30 юни 1971 г. при прохода „Витиня“ на път за Враца. „Левски“ съставлява гръбнака на Националният отбор по футбол на България, който постига най-големия си успех на Световното първенство в САЩ през 1994 г.
От 1921 г. титулярните екипи на отбора са в синьо, а тимът също така е познат с прозвищата си „сините“ и „отбора на народа“. Домакинските си мачове от 1969 г. играе на стадион „Георги Аспарухов“ с капацитет около 18 600 места. Най-големият съперник в историята на клуба е ПФК ЦСКА (София) и мачовете между двата отбора често се наричат Вечното дерби на България.
В класацията на най-добрите европейски отбори за XX век на Международната федерация за футболна история и статистика, „Левски“ е класиран на 126-о място. „Сините“ са най-успешният български футболен клуб за първото десетилетие на 21 век, отборът заема 64-та позиция в класацията за най-успешните отбори в света в периода 2001 – 2011 г. „Левски“ София е най-популярният футболен тим в България. През 2014 г. „Левски“ отпразнува своята 100-годишнина.

## История

### Създаване (1914 – 1919)
Софийски спортен футболен клуб „Левски“ е основан през 1914 година от група от тридесетина младежи, гимназисти от втора мъжка гимназия, които играели футбол в местността „Могилката“ (днес градинката пред 22-ро училище до НДК). По предложение на един от основателите – Борис Василев (Боркиша) – клубът е кръстен на Апостола на българската свобода – Васил Левски. По този начин през следобеда на 24 май 1914 г., в София Левски се превръща в шестия софийски тим след: Любен Каравелов (3 октомври 1912 г., от 19 септември 1920 Спортклуб, от 25 октомври 1944 Септември), Атлетик (5 март 1913 г., от 4 ноември 1923 АС-23), Славия (10 април 1913 г.), Футбол клуб (известен като ФК-13 – 6 октомври 1913 г., от 3 октомври 1944 Спартак) и Раковски (октомври 1913 г., от 3 октомври 1944 обединен с ФК-13 под името Спартак). Официално клубът е регистриран на 24 май 1914 г., за негов председател е избран Владимир Григориев, който заема поста до 1919 г. Със закупените през 1914 година от Румъния фланелки с вертикални жълти и червени райета и черни гащета тимът играе с тях до 1920 г.
През юли месец на 1914 г. на игрище Славия се провежда и първият официален мач на отбора срещу резервите на ФК-13, загубен с 0:2. През август Левски побеждава резервите на Славия с 1:0. Следващият документиран мач на Левски, дал начало и на т.нар. Най-старо столично дерби с отбора на Славия, е изигран на 1 април 1915 г. и завършва със загуба – 0:1. В този период футболът не е популярен спорт в България и затова няма достатъчно информация за всички други играни мачове на Левски. Следват и годините на Първата световна война и мобилизацията на младите мъже в България. С края на войната се променя отношението на цялата общественост към спорта, като дори самата държава започва да обръща повече внимание на тази дейност. Приема се и закон за регистрация на спортните дружества и така под номер 744 на 23 май 1919 г. официално е регистриран уставът на СК Левски.

### Столично първенство (1919 – 1923)
В годините между 1919 и 1920 г. тренировките на отбора се пренасят на плаца на VI софийски полк, където днес е паметникът „1300 години България“. Година по-късно Левски сменя цветовете на екипите си и започва да играе със сини фланелки и бели или черни гащета, в този момент Левски започва да става известен, като „сините“.
През лятото на 1921 година е основана първата футболна лига в България – Първенството на София, администрирано от Софийска Спортна Лига (ССЛ). Левски е съучредител на лигата и за първи път тогава облича сините фланелки с бели гащета. Отборите в лигата са десет (но един от тях – България не изиграва нито един мач и записва девет служебни загуби). Първият шампионатен мач на Левски е на 18 септември 1921 г. срещу Атлетик (София), в който мач сините побеждават с 3:1.
Минчо Качулев изработва първата клубна емблема през 1922 година. Тя представлява квадрат със син фон, в който е изписана стилизирано буквата „Л“.
Първото софийско първенство завършва със скандал и оттеглянето на четири от отбора, тези на: Левски, ФК-13, ОСК Слава и Победа, заради тенденциозно съдийство в поредица от мачове, ръководени главно от играчи на Славия и Атлетик. Между 1922 – 1923 г. заради този скандал отборите на оттеглилите се отбори, а и на Жаботински сформират нов Софийски спортен съюз (ССС), като Левски печели всичките си мачове в него и става първенец. В другата лига (ССЛ) победители са „белите“ от Славия. През септември 1923 г. двете организации определят един общ първенец на София в мач между победителите в ССЛ и ССС. Първенците Левски и Славия се сблъскват на 23 септември 1923 г. и Левски побеждава драматично с 3:2. Левски става първият първенец на обединените организации, а по-късно печели надпреварата през 1924, 1925, 1929 и 1933 г. Първенецът на София получава правото да играе в турнира за Държавното първенство по футбол. Изявени играчи от този период са вратаря Петър Димитров – Вертер, Цветан Генев – Генерала, който е основен голмайстор на отбора, Александър Христов – Шкубата, братята Никола и Димитър Мутафчиеви. Футболистите на Левски са гръбнакът на националния отбор още при основаването му през 1924 г. Австрийският треньор Леополд Нич включва девет играчи на „сините“ в първия международен мач, загубен от Австрия с 0:6. На Олимпийските игри в Париж през 1924 г. отборът е представен от девет играчи при загубата с 0:1 от Ирландия.
Левски изиграва първия си международен мач на 1 юли 1923 г. срещу румънския Триколорул от Букурещ. Хиляди зрители сядат на земята до самата странична линия, за да наблюдават мача и „синята победа“ над именития си съперник с 1:0. На 14 октомври 1923 г., Левски връща визитата и побеждава и в Букурещ с 4:2. Посрещането на тима в столицата е толкова тържествено, че от гарата до паметника на Апостола има факелно шествие, като пред клубната канцелария е поставена първата международна купа, спечелена от български отбор.

### Държавно първенство и Купа Улпия Сердика (1924 – 1933)
Първото издание на Държавното първенство по футбол е проведено през 1924 г. Левски, като отбор спечелил титлата в първенството на София, представлява града в първото издание, което обаче не завършва. Полуфиналният сблъсък между отборите на Левски и Владислав (Варна) се играе в София и завършва 0:0, мачът е игран без продължения поради настъпилата тъмнина. Владислав (Варна) отказва да преиграе срещата на следващия ден отново в София, и настоява преиграването да се състои във Варна. БНСФ определя нова дата за преиграване отново в София. Впоследствие променя решението си и дава възможност мачът да се състои във Варна, но само ако Владислав (Варна) и Северобългарската спортна федерация покрият разходите за това. В крайна сметка не се постига окончателно споразумение и втората полуфинална среща не е проведена. Държавен първенец за тази година не е излъчен. През тази година клубът се сдобива и с химн, композиран от Христо Маников по текст на Димитър Симидов. През 1925 година Левски се изправя отново срещу Владислав (Варна), като този път това е на финала на първенството. Мачът се играе на 30 август в София. Левски губи с 0:2 и първият шампион на България е Владислав (Варна).
В годините от 1926 до 1933 г., Левски участва на пет турнира за купата Улпия Сердика. Първият се организира през есента на 1926 г. На финала се класират фаворитите Левски и Славия. Мачът се играе на 3 октомври на игрище „Юнак“. През първата част Славия играе по-добре и повежда, но след тотален обрат и два гола за сините, Левски става първият носител на купата. Лятото на 1927 г. носи началото на втория турнир, той обаче се проточва изключително дълго чак до пролетта на 1928 г. Безпроблемно до края стигат отново – Левски и Славия. Мачът обаче не се играе поради протест на Левски за използване на нередовен състезател в състава на Славия, Софийската спортна федерация не уважава този протест с мотива, че турнирът не е официално състезание.
На 3 октомври 1929 година Левски отново достига до финал на държавното първенство по футбол. Там отборът играе срещу пловдивския първенец Ботев. Финалът отново е изгубен, този път с 0:1. След това отборът изиграва международни мачове през 1929 г., губейки с 0:1 от Галиполи (Истанбул) и печелейки с 6:0 срещу Кубан (Истанбул).
През 1930 година на финалът за Улпия Сердика са отборите на ФК-13 (победил Славия) и отново Левски, като „сините“ печелят и този трети турнир с 2:0. Във финала четвъртият турнир през 1931 година на 4 август на игрище Славия, се срещат Левски и Славия. „Сините“ печелят убедително с 4:1 и печелят за трети път купата. Успехът на Левски поражда нов спор със Софийска спортна организация (ССО). Регламентът на турнира гласи, че клуб, спечелил три пъти по ред купата, я получава за постоянно. С мотив, че през 1928 г. не се е играл финал, ССО решава, че Левски не изпълнява това условие и отказва да му даде купата за постоянно. Петият турнир през 1932 отново среща на финал „сини“ и „бели“. Левски се стреми към нова победа, която би била трета поредна или общо четвърта, а това би им осигурило окончателно притежание на трофея. Левски отново побеждава, този път с 1:0. При награждаването ССО обявява, че през 1933 г. Левски следва да върне купата за новия турнир, тъй като е решила тя завинаги да е преходна. Тази новина е посрещната с протести от ръководството на Левски, като председателят на клуба д-р П. Стоянович връща Купата в началото на 1933 г. в ССО и заявява, че в знак на протест срещу нарушаване на първоначално приетия регламент Левски повече няма да играе в тази надпревара.

### Първите отличия (1933 – 1944)
През тези години в България отборът на Левски се доказва като един от най-добрите родни отбори. Въпреки че показва голяма класа, „сините“ не успяват да се наложат на национално ниво. За деветте години от съществуването си Левски играе само в три от първенствата на България. Първото първенство не завършва, а на други две от тях е финалист. Всичко това се променя през 1933 година, когато Левски печели надпреварата за София и получава правото да се съревновава с най-добрите отбори от страната. На четвъртфинал се изправя срещу Борислав (Кюстендил) и го побеждава с 9:1, на полуфиналите е отстранен Ботев (Ямбол) с 4:2, а на финала на държавното първенство „сините“ побеждават варненския Шипченски сокол с 3:1. Мачът се играе в София на 3 октомври 1933 г. Головете за успеха отбелязват Коста Жеков, Асен Панчев и Асен Пешев. Голмайстор на отбора е Асен Пешев с 27 гола.
Следват няколко сезона, в които Левски не успява да се пребори в софийската лига, но все пак в този период отборът добива голяма популярност. Играчите на Левски са гръбнакът и на националния отбор на България, а звезда на българския футбол е нападателят Асен Пешев. С огромен принос са също Асен Панчев – Панчето, Борислав Габровски, Михаил Лозанов – Танка, Константин Ефремов – Жабчо. Те подпомагат спечелването на Балканската купа от националите през 1932 година. През 1936 година отборът провежда международно турне, посещавайки за приятелски мачове Германия, Полша и Балтийските страни. Все пак „сините“ отново стават шампиони през 1937 година, побеждавайки на финала Левски (Русе) с 1:1 и 3:0. По пътя към успеха са отстранени Левски (Дупница) със 7:1 и Ботев (Пловдив) с 1:0.
Следващата година Държавното първенство преминава под формата на Национална дивизия, като просъществува в тази форма само три сезона: 1938, 1939, 1940. Първите две първенства са отчайващи за Левски, отборът завършва на седма и веднъж на шеста позиция. През 1940 г. Левски показва добра и резултатна игра, но в края на шампионата остава на точка от шампионите от ЖСК (София). 1941 година е най-слабото класиране на Левски в първенството на София, като отборът завършва на четвърта позиция след тимовете на: ФК-13 (София), Славия (София) и ЖСК (София), като от тази година първите три отбора участват в надпреварата за Държавното първенство.
През 1942 година, Държавното първенство вече е в турнирен формат, а в пределите на България се връщат Вардарска Македония, Егейска Македония и Беломорска Тракия, а отборът на Левски печели третата си шампионска титла, побеждавайки на финала на Държавното първенство Македония (Скопие) с 2:0 и 1:0 с голове на Божин Ласков. „Сините“ достигат финала след отстраняване на: Ботев (Пловдив) и Атлетик (Дупница) с 5:2, на полуфинал е победен Тича (Варна) с 4:0 и 2:0. Същата година Левски завоюва и първия си дубъл, ставайки носител и на Царската купа (за която се провежда самостоятелен турнир от 1938 г.) след служебна победа на финала над Спортклуб (Пловдив) с 3:0, като в 80 минута при резултат 1:3 футболистите на Спортклуб (Пловдив), недоволни от съдийско решение, напускат терена и губят служебно. На полуфинал е отстранен СП (Плевен) след 3:3 и преиграване 2:1, а на четвъртфинала Левски разгромява България (Хасково) с 6:0. През тази година Левски завоюва първия си дубъл.
1943 г. носи поредната титла в Първенството на София, в турнирът за Държавното първенство, обаче Левски е отстранен от един от подгласниците си във финалния двубой, а именно две загуби с по 1:0 от Славия. До финала са отстранени: Атлетик (Дупница) с 2:1 и 4:1 и ЖСК (София) след 2:2 и 2:1.
В Първенството на София през 1944 година Левски завършва на трето място. В Държавното първенство Левски отстранява Славия с 4:3 и 1:0 и Виктория 23 (Видин) с 9:2 и служебно 3:0. Изтеглен е жребият за четвъртфиналите, в който Левски трябва да срещне Шипченски сокол (Варна), но мачовете не са изиграни поради политическата обстановка в страната по време на събитията около 9 септември 1944 година. Първенството е прекратено и държавен първенец за 1944 година не е излъчен.

### Краят на войната (1945 – 1949)
Изненадващо Втората световна война и Деветосептемврийският преврат не оказват влияние върху доминантната позиция на Левски в българския футбол като дори я засилват – това десетилетие е най-успешното за клуба. През тези години основен конкурент на Левски е тимът на Локомотив (София), един от най-класните клубове през 1940-те, който печели титлата през 1940 и 1945 (през 1945 г. Левски отпада на осминафинал от Спортист (София), който по-късно ще загуби финала срещу железничарския отбор), а през 1946 и 1947 е финалист именно срещу Левски.
„Сините“ печелят титлата и купата на страната през 1946, 1947 и 1949 г., като през сезон 1948/1949 г. завършват без загубен мач. В годините 1946, 1947 и 1949 отборът завоюва и Купата на Съветската армия, като по този начин става първият отбор, който я печели три пъти.
Въпреки големите промени и реорганизацията на футбола в България – преструктурирането на Държавното първенство първо в Републиканско първенство, след това в А футболна група и на Царската купа в Купа на Съветската армия 1940-те години се оказват едни от най-успешните за тима. Известните играчи през този период са: Димитър Дойчинов, Арсен Димитров – Ацко, Божин Ласков – Попето, Борислав Цветков – Жук, Любомир Алдев, Любомир Хранов – Мистри, Атанас Динев – Насо.
На 27 август 1949 г. Централният комитет на Българската комунистическа партия взема решение за реорганизация на физкултурното движение в България по съветски модел. На 27 септември Върховният комитет за физкултура и спорт (ВКФС) предприема конкретни действия за нейното прилагане. По подобие на структурата в Съюза на съветските социалистически републики (СССР) и в Народна република България (НРБ) се образуват Доброволни спортни организации на ведомствен принцип към съответните отраслови профсъюзи.
В началото на сезон 1949/1950 по нищо не личи, че започва най-тежкото десетилетие в историята на клуба. Отборът бързо повежда в класирането след два изиграни кръга и тогава изненадващо първенството е спряно.
Взето е решение новият шампионат да се провежда както в СССР по системата пролет – есен и да започне през месец март следващата година. През есента на 1949 г. са уредени квалификационни турнири за определяне състава на А РФГ, в която се играе по системата пролет – есен. Левски печели квалификационния турнир, а бъдещият му „вечен“ съперник ЦДНВ (София) не успява да се класира за новоучредената А РФГ.

### Годините на зараждащото се съперничество (1950 – 1962)
В контраст на непопулярността на това решение 1950-те години на 20 век започват с нова седма титла за Левски, спечелена през 1950 година. Доброто начало се оказва илюзорно и 50-те и ранните 60-те години на 20 век са най-злощастните за отбора, в които той три пъти завършва на пето място: 1952, 1954 и 1955, а през 1963 достига дъното с шеста позиция в края на първенството. След поредната осма титла, спечелена през 1953 година, настъпва „сух“ период без шампионски успехи, който продължава повече от десетилетие.
През тези години в българското първенство доминира създаденият през 1948 година отбор на войската, който печели девет поредни титли, не без помощта на „народната власт“ През сезон 1953 Левски печели титлата. Сезонът остава в историята с няколко странни решения на БКП, наложени на футболната общественост. В първите няколко кръга националният отбор участва в първенството. В последствие в няколко мача противниците на Левски имат право да ползват играчи на ОСГ (бъдещото цска), а мачът на ОСГ с Ботев не се играе, защото военните привикват играчите на Ботев на учение. Въпреки всичко „синият“ тим завършва с точка преднина пред опонента си, въпреки допуснатата загуба в последния кръг. В същото време „Левски“ е господар в турнира Купата на Съветската армия през 1956, 1957 и 1959.
Тези години са и едни от най-тежките, защото игрище „Левски“ е национализирано от държавата, с цел на негово място да бъде изграден национален стадион. Състоянието се влошава, тъй като отборът се сблъсква и с много проблеми, свързани с т.нар. „спортно райониране“, заради което футболистите са принудени да сменят често местата, на които тренират и провеждат мачовете си, като често играят на игрища почти без публика поради липса на зрителски трибуни. Въпреки че през 1957 година името на отбора е сменено отново на Левски вследствие на започналата десталинизация в България, отборът продължава да търси своя образ отпреди войната.
Малко по-малко към края на 50-те години в Левски започват да изгряват имената на Стефан Абаджиев – Теко, Христо Илиев – Патрата, Иван Дервентски, Димитър Йорданов – Кукуша, Александър Костов, Георги Соколов – Соколето.

### Левски и неговото „Атомно нападение“ (1963 – 1968)
През 1963 година официално е открит новият стадион „Левски“ в столичния район Подуяне. През 1960-те години изгряват звездите на няколко легендарни за отбора футболисти – Георги Аспарухов, Георги Соколов, Бисер Михайлов, Кирил Ивков, Иван Вуцов и Александър Костов, с тяхна помощ отборът с треньор чехословашкия специалист Рудолф Витлачил става шампион след дванадесетгодишно прекъсване през 1965 година. През есента на същата година е и дебюта на отбора в европейските клубни турнири – на 12 септември 1965 г. Левски губи първия си мач срещу шведския Юргорден с 1:2, но по-късно го отстранява след победа в реванша в София с 6:0 на 3 октомври 1965 година. В следващия кръг на турнира за Купата на европейските шампиони са сблъсъците с португалския Бенфика Лисабон, воден от Еузебио, в които Левски е отстранен след 2:2 и 2:3.
До края на десетилетието „сините“ успяват за завоюват още една шампионска титла през 1968 година и една купа на страната през 1967 година. След която отборът е отстранен от италианския Милан в турнира за Купата на носителите на купи след силна игра и 1:1 в София и загуба с 1:5 в Милано.
Въпреки че 60-те години не са най-успешните за Левски (но донякъде поради много силната конкуренция в българския футбол през този период), отборът събира в атака нападатели, като Димитър Йорданов (Кукуша), Александър Димитров Костов, Христо Илиев (Патрата), Георги Апостолов Соколов (Соколето), Цветан Веселинов (Меци) и легендата на клуба Георги Аспарухов (Гунди), които се запомнят като „Атомното нападение“. С тези футболисти отборът на Левски пълни стадионите в България с по 40 – 50 000 зрители.
Титулярният състав по това време е:
1 – Бисер Михайлов, 2 – Стоичко Пешев, 3 – Иван Вуцов, 4 – Стефан Аладжов, 5 – Кирил Ивков, 6 – Александър Манолов, 7 – Цветан Веселинов, 8 – Георги Соколов, 9 – Георги Аспарухов, 10 – Христо Илиев (Янко Кирилов), 11 – Александър Костов.
В тези години се заражда и голямото съперничество между отбора на Левски и този на ЦСКА. Мачовете между двата противника винаги са много напрегнати и ожесточени, поради което са наречени „Вечното дерби на българския футбол“. На 17 ноември 1968 г., в годината, в която ЦСКА са върху крилете на успеха и стават шампиони, Левски отбелязват една от най-големите победи над съперника си, побеждавайки го със 7:2, а пресата по това време определя мача като „урокът на Левски“.

### Левски – Спартак (1969 – 1984)
В края на 60-те години на ХХ век идва нова вълна на реформи в българския футбол, част от които са масовите обединения на клубове. Така на 22 януари 1969 година „Левски“ е обединен с отбора на „Спартак“. Името на клуба се променя на „Левски – Спартак“. Това е повратна точка в цялата история на клуба. Смята се, че решението за обединението е политическо. Според Добромир Жечев идеята е била „Спартак“ – ведомствен клуб на МВР, добър, но с шепа привърженици, да се обедини с „Левски“, наричан „отбора на народа“, с огромна публика.
През 1970 година отборът печели поредния си дубъл, триумфирайки в шампионата и в турнира за Купата на Съветската армия. Същата година в европейските клубни турнири отборът достига до четвъртфинал за Купата на носителите на купи. Успехите на отбора обаче са помрачени от трагедията със смъртта на Георги Аспарухов и Никола Котков, които загиват в автомобилна катастрофа на 30 юни 1971 година.
Дълбока спортно-техническа промяна за клуба е тази, че ако през досегашното му съществуване е разчитал на собствените си възпитаници от ДЮШ, то през 1970-те в отбора навлизат много футболисти, продукт на други школи: от Спартак (София) (някои от които се превръщат в легенди на клуба): първо Стефан Аладжов, осемнадесет годишният Павел Панов (всъщност юноша на Септември (София), който е изиграл само един сезон за Спартак (София), Добромир Жечев – Бобата, Милко Гайдарски – Пилето, Васил Митков – Шопа, Людмил Горанов, Михаил Гьонин, Георги Цветков – Цупето, Иван Стоянов – Типеца, юношите на Марек Кирил Миланов, Спартак (Плевен) Пламен Николов и Тодор Барзов, на Черноморец (Бургас) Руси Гочев, на Ком (Годеч) Стефан Павлов, а от юношите на самия отбор изгряват имената само на Войн Войнов, Георги Тодоров, Цветан Веселинов. Тези играчи извоюват титлите през 1974, 1977 и 1979 г. и купата на България през 1971, 1976, 1977 и 1979 г.
След средата на 1970-те, Левски достига още два пъти до четвъртфинали в европейските клубни турнири. През 1976 година в турнира за Купата на УЕФА Левски отстранява последователно Ескишехирспор (Ескишехир) след две победи, МСВ Дуисбург с победа 2:1 в София. На осминафиналите отборът среща Аякс Амстердам, първият мач „сините“ губят с 2:1 в Амстердам, но отстраняват нидерландците след 2:1 в София и 5:3 при изпълнение на дузпи. Три месеца по-късно, на четвъртфиналите Левски побеждава Барселона с 5:4, но отпада от турнира след загуба с 4:0 в Испания.
С рекордните победи 12:2 и 7:1, Левски отстранява Рейпас Лахти в турнира за Купата на националните купи. Следва отстраняване на ФК Боавища след загуба в Португалия с 3:1 и победа с 2:0 в София. На четвъртфиналите Левски побеждава Атлетико (Мадрид) с 2:1 в София, но отпада от турнира след загуба като гост с 2:0.
80-те години на ХХ век не започват добре за Левски, въпреки отстраняването на Динамо Киев през 1980 г. в турнира за Купата на УЕФА. Във вътрешното първенство „сините“ завършват на трето място през 1980 и втори през 1981, 1982 и 1983 г. Все пак в средата и в края на десетилетието Левски с Наско Сираков и Ники Илиев в състава си, постигат поредица успехи – шампион на страната през 1984, 1985 и 1988, отстраняване на германския Щутгарт в европейските турнири две години поред – 1983 и 1984. В турнира за Купата на България (наследник на Купата на Съветската армия) отборът печели купата през 1982 (все още като неофициален турнир) и 1984 след победи съответно с 4:0 над ЦСКА и над Ботев (Пд) с 1:0. След тези успехи, през 1984 година, Левски успява да спечели безпрецедентен требъл, спечелвайки освен първенството и Купата на Съветската армия, но и новосъздадената Купа на НРБ в един сезон.

### Витоша – таланти и скандали (1985 – 1989)
В началото на 80-те години на ХХ век от детско-юношеската школа на клуба излиза поредна генерация млади звезди, постигнали успехи не само в клуба, но и с националния отбор, като Петър Курдов, Емил Спасов, Михаил Вълчев, Емил Велев, Наско Сираков, Николай Илиев, Борислав Михайлов и Божидар Искренов. Малко преди средата на десетилетието в годините от 1983 до 1985 г., Левски постига серия от седем поредни мача с победи над основния си съперник ЦСКА. Освен това отборът триумфира като шампион през 1985 година.
След това десетилетието е помрачено от финала за Купата на България, игран на 19 юни 1985 година. След много грубости и сблъсъци между футболисти на ЦСКА и Левски, Централният комитет на БКП взима решение за разформироването на двата отбора. Месец по-късно на мястото на отборите се създават нови. На мястото на Левски – Спартак е създаден Витоша, а на ЦСКА – Средец. На следващата година срещу Средец (София) (ЦСКА) на финала за Купата на НРБ, Витоша печели с 2:1. Отборът достига и до четвъртфинал за Купата на националните купи през 1987 година, където след две загуби с по 2:0 от Реал (Сарагоса) напуска надпреварата.
През 1987 година Витоша печели Купата на Съветската армия след 3:2 срещу Спартак (Плевен). На следващата година отборът е шампион на България и отново взима Купата на Съветската армия, след два гола на Наско Сираков на финала срещу Черно море (Варна). Година по-късно, през 1989 „сините“ завършват на второ място в шампионата на десет точки след ЦФКА „Средец“. През 1989 година в турнира за Купата на УЕФА, Витоша е отстранен от белгийския Антверпен, след като мачът в София завършва 0:0, а на реванша „сините“ губят с 4:3, въпреки че до 89 минута водят с 3:1 (мач с рядко срещаното за времето си седемминутно добавено време).
След промените от 10 ноември 1989 г. отборът връща името си Левски – Спартак, но само за два месеца. На 30 януари 1990 г. клубът търпи разформирова, след което отборът на Спартак (София) се отделя като самостоятелно дружество, а сините връщат оригиналното си име – Левски.

### Върхове и разочарования (1990 – 1998)
Първите години след промените в България са изключително тежки. Отборът е в тежка финансова и управленческа криза, не може да играе и на собствения си стадион, регистрира четвърто място през 1990 и шесто през 1991. Въпреки слабото начало в годините след промените отборът изгражда един от най-силните състави на Левски в историята. Това става докато президент на клуба е Томас Лафчис. Под ръководството на треньорите Иван Вутов и по-късно на Георги Василев „сините“ печелят за първи път три поредни титли (1993, 1994 и 1995 г.) и три купи на страната (1991, 1992 и 1994 година).
През сезон 1993/94 съвсем малко не достига на отбора за да влезе в групите на новосъздадената Шампионска лига (в тогавашния ѝ формат от само осем отбора), отстранявайки шотландския Глазгоу Рейнджърс с 2:3 и 2:1, но отстъпвайки на германския Вердер Бремен с 2:2 и 0:1. В тези години футболистите на Левски са и гръбнакът на националния отбор, завършил на четвърто място на Световното първенство през 1994 г. Сред тях са Пламен Николов, Цанко Цветанов, Петър Хубчев, Златко Янков, Даниел Боримиров и Наско Сираков.
През 1994 година Левски кани за юбилеен мач Байерн Мюнхен. Той се играе на стадион „Васил Левски“, а „сините“ печелят с 3:1 след голове на Боримиров, Славчев и Александров.
Във вътрешния шампионат през сезон 1994/95 година, Левски налага тотална хегемония и реализира разгромни победи срещу преките конкуренти за титлата (7:1 срещу ЦСКА, 8:0 срещу Локомотив (София) и 6:1 срещу Ботев (Пловдив).
След големите успехи и трансферите на звездите на отбора в чужбина следва период на спад и разочарования. Четири поредни сезона Левски не успява да се пребори за шампионската титла. Освен това четири поредни години отборът се представя изключително слабо и в участията си в европейските клубни турнири, допускайки загуби от отбори като Айндрахт (Аалст), Олимпия (Любляна) и то на два пъти, Слован (Братислава) и ФК Копенхаген (Копенхаген), като успява да отстрани единствено Динамо (Букурещ) и Локомотив-96 (Витебск).
Единственият успех в този период е спечелването на Купата на България през 1998 г. след убедителна победа с 5:0 над ЦСКА (със Стоичков в резервите). Тя е точно в навечерието на 50-годишнината на вечния съперник, през пролетта на 1998 г. Съвпадението на цифрите от резултата с тези на юбилея създава повод за ирония.

### В търсене на признание в Европа (1999 – 2010)
Възраждането на отбора започва през 1999 година. През пролетта е завършен ремонтът на клубния стадион „Георги Аспарухов“ и отборът се завръща на него след като седем години играе на Националния стадион. През лятото начело на отбора застава сръбският треньор Люпко Петрович, който се заема с изграждането на нов силен отбор. С играчите Георги Иванов - Гонзо, Александър Александров, Предраг Пажин, Димитър Иванков, Илиян Стоянов и Саша Симонович успехите не закъсняват. В началото на 21. век отборът печели нови три титли поред (2000, 2001 и 2002 г.), както и три купи (2000, 2002 и 2003 г.).
От участията на Левски в европейските клубни турнири в този период, равносметката е отстраняването на Хайдук (Сплит) и мачовете срещу Ювентус (1:3 в София и 1:1 Торино). Срещите с Бешикташ (Истанбул), Галатасарай, Челси (Лондон), Динамо (Киев). Следва отстраняването на Брьондби и Славия (Прага), а по-късно през 2004 година отпада от Ливърпул. Освен това през тези години Левски отпада от не по-класните Щурм (Грац) и Беверен (Беверен).
В първенството също следва нов спад в играта, като отборът три поредни години (2003, 2004, 2005) завършва на второ място. През лятото на 2004 година за треньор на Левски е назначен бившият футболист на отбора Станимир Стоилов. Използвайки някои утвърдени вече в отбора играчи като Даниел Боримиров, Елин Топузаков, Димитър Телкийски и Христо Йовов, заедно с младите Валери Домовчийски, Станислав Ангелов и Ричард Еромоигбе, Стоилов бързо изгражда нов силен отбор и печели Купата на България през 2005 г. В турнира за Купата на УЕФА в сезон 2005/2006 година Левски достига до четвъртфинал, изигравайки рекордните за български отбор четиринадесет мача в един сезон, и оставайки в турнира до месец април. „Сините“ побеждават отборите на Оксер, Динамо (Букурещ), Олимпик Марсилия, Артмедия и Удинезе. На четвъртфинала Левски отпада от ФК Шалке 04 след като повежда и в двата мача с ранни голове. Първият двубой в София завършва 1:3, а на реванша в Гелзенкирхен резултатът е равен 1:1.
През 2006 и особено през 2007 „сините“ доминират в първенството и печелят шампионската титла на България. До зимната пауза на сезон 2005 – 06 на Шампионата на България отборът изостава в класирането от ЦСКА със 7 точки. През пролетта „Левски“ бързо стопява голямата преднина на вечния съперник и става шампион. Следващия сезон „Левски“ става първият български отбор, класирал се в групите на Шампионската лига, отстранявайки преди това италианския Киево Верона (2:0 в София и 2:2 във Верона). „Левски“ попада в най-трудната група с отборите на Барселона, Челси, Вердер (Бремен) и отпада от турнира след като завършва на четвърто мястото в групата без спечелена точка и голова разлика 1:17. На 27 септември 2006 г. на мача с Челси на стадион „Васил Левски“ в София (1:3) Мариян Огнянов след самостоятелна акция отбелязва първия гол за български отбор в групите на Шампионската лига.
В началото на пролетния полусезон през 2007 г. „Левски“ има 6 точки аванс пред ЦСКА и повторно печели шампионската купа на България.
Станимир Стоилов е уволнен след провал в Шампионската лига в сезон 2007/08 след загуба във втория предварителен кръг от финландския Тампере Юнайтед (Тампере) с две загуби с по 1:0, и провал в първенството през 2008 година, след като отборът завършва на второ място с шестнадесет точки зад ЦСКА. За треньор е назначен Велислав Вуцов, но и той е бързо уволнен след, като сините са отстранени от беларуския БАТЕ (Борисов) след 0:1 в София и 1:1 като гост. След отпадането от БАТЕ Борисов, друг бивш играч на Левски – Емил Велев заема поста на старши треньор, а Левски участва в Лига Европа и отново е отстранен този път от словашкия Жилина след 1:1 и отново домакинска загуба 0:1.
През 2009 г. Емил Велев донася 26-а титла на Левски. Въпреки това той е уволнен, а Левски с новия си треньор Ратко Достанич, отпада в квалификациите за Шампионска лига през сезон 2009/10 от унгарския Дебрецен (Дебрецен) след загуби 1:2 и 0:2. Въпреки това отборът влиза в групите на Лига Европа, където претърпява пет загуби и постига една победа в Рим над Лацио (Рим) с 1:0 с гол на Христо Йовов.
През 2010 година с нов треньор – Ясен Петров, Левски отново влиза в групите на Лига Европа с последователни победи в квалификациите над Дъндолк (6:0 и 2:0), Калмар (1:1 и 5:2) и АИК (0:0 и 2:1). В групите отборът не допуска загуба в София, като побеждава Гент с 3:2, равен 2:2 с Лил и победа над Спортинг Лисабон с 1:0, но отпада от турнира след като загубва и трите си гостувания (5:0 от Спортинг, 1:0 от Лил и 1:0 от Гент). Във вътрешния шампионат през сезон 2010/2011 Левски остава на второ място в крайното класиране и договорът на треньора Ясен Петров не е подновен. След завършването на сезона, в който Левски отбелязва 64 гола в 30 срещи, отборът заема десета позиция в Европа с отбелязани 2,23 гола средно на мач във вътрешното първенство.
Първото десетилетие на века се оказва също много успешно за Левски, след като печели шест титли (2000, 2001, 2002, 2006, 2007, 2009), а в други четири сезона взима сребърните медали (2003, 2004, 2005, 2008) и само през 2010 завършва на трето място. Пет пъти е носител на Националната купа: (2000, 2002, 2003, 2005, 2007), печели и три Суперкупи на страната (2005, 2007, 2009), като веднъж е и финалист (2006). Постига и три дубъла (2000, 2002, 2007).

### Криза в края на ерата „Батков“
След приключването на последния шампионатен сезон и освобождаването на старши треньора Ясен Петров, начело на Левски застава Георги Иванов – Гонзо. В средата на година „сините“ се разделят с голмайстора си и основна фигура за последната една година Гара Дембеле, който е продаден на немския ШК Фрайбург. С новия си треньор Левски отпада във втория предварителен кръг за Купата на УЕФА от Спартак (Търнава), след разменени победи с по 2:1 и загуба след изпълнение на дузпи с 5:4 в Търнава.
На 2 ноември 2011 година, след четири загуби в единадесет срещи от шампионата по футбол на България (включително загуба и от ЦСКА с 1:0), Георги Иванов – Гонзо е сменен, а за старши треньор на отбора е назначен Николай Костов. Няколко дни по-късно възникват проблеми с ПРО лиценза на Николай Костов, който е необходим за да води отбор от А група и официалното му назначение за треньор на Левски се отлага за 15 декември 2011 година. Въпреки това на 4 ноември той е представен от президента на Левски Тодор Батков, като старши треньор на отбора и ще води тима до юни 2012 година. Освен тези промени, в средата на месец декември 2011 г. в управата на Левски официално влиза бившият изпълнителен директор на Локомотив София – Иво Тонев, както и Стилиян Шишков който заема позицията на изпълнителен директор заедно с Константин Баждеков. 2011 година за отборът на Левски се оказва доста неуспешна, „синият“ клуб отново остава без трофей, въпреки че спечелва 80% от официалните си мачове (27 победи от 36 мача), но отпада рано от евротурните и претърпява две загуби от отбора на ЦСКА.
Старши треньорът на „Левски“ Николай Костов напуска отбора на 26 март 2012 година след серия от незадоволителни игри, както и заради допусната загуба от ПФК Миньор (Перник) с 0:1 на стадион Георги Аспарухов. На следващия ден за треньор на „сините“ е избран Георги Иванов – Гонзо, който би трябвало да води отбора на Левски до лятото на 2012 година. Два мача по-късно и Георги Иванов подава оставка като треньор и спортен директор на отбора, след като губи с Левски на два пъти с 1:0 от Литекс (Ловеч) и Лудогорец (Разград). След като преговорите със Станимир Стоилов се провалят, за нов старши треньор на Левски е назначен Илиян Илиев, който ще поеме отбора след края на пролетния полусезон на 2012 година. Дотогава длъжността треньор на „сините“ се заема отново от Ясен Петров. През сезон 2013/14 отборът завършва пети в първенството. През 2014 година Левски чества своята 100-годишнина като в бенефисен мач побеждават италианския Лацио на стадион Васил Левски. В юбилейния сезон, „сините“ изравняват най-слабото си представяне в първенството, заемайки седмата позиция. В турнира за купата на България, Левски достига финала, загубен с 1:2 след продължения от отбора на Черно море (Варна). В първенството в сезон 2013 – 2014 „сините“ губят общо 4 пъти от вечния съперник ЦСКА – рекорд в историята на Вечното дерби. Общият резултат от четирите загуби е 1:8. А с двете поредни загуби от следващия сезон (2014 – 2015) общо поредните загуби на Левски от ЦСКА за първенство стават 6 с общ резултат 1:13. Така „сините“ записват една от най-слабите си серии във Вечното дерби, след като последната им победа над ЦСКА е от сезон 2012 – 2013.

### Време на промени
На 24 юни 2015 г. мажоритарният собственик Тодор Батков обявява, че се разделя с клуба, прехвърляйки безвъзмездно акциите си на Иво Тонев, Александър Ангелов и Николай Иванов. През сезон 2015/2016 г. Левски завършва първенството на второ място със сребърни медали, а за Купата на България отпада на 1/4 финала от Литекс.
През септември 2016 г. Спас Русев става новият собственик на ПФК Левски София, след като получава безвъзмездно акциите на тримата предишни собственици – Иво Тонев, Николай Иванов и Александър Ангелов. За старши треньор е поканен италианският специалист Дарио Роси, който сменя Николай Митов. В сезон 2016/2017 г. Левски печели бронзовите медали и играе бараж за участие в Купа Европа, като побеждава Верея (Стара Загора) след изпълнение на дузпи. За Купата на България Левски отпада на 1/8 финалите от Черно море. В турнира за Лига Европа отпада във Втория квалификационен кръг от Марибор (Словения). В сезон 2017/2018 г. Левски отново е трети в класирането на Първа лига и играе отново бараж за участие в Лига Европа, като побеждава Черно море, но губи финала за Купата на България от Славия след дузпи. В евротурнирите за Купа Европа „сините“ отпадат от Хайдук (Сплит) във Втория квалификационен кръг. В първия квалификационен кръг Левски отстранява Сутиеска (Босна и Херцеговина).
На 13.02.2019 г. официално е заявено, че Васил Божков поема управлението и финансирането на клуба. В началото на март 2019 г. за мажоритарен собственик на Левски е определен Георги Попов, който става притежател на 86,6% от акциите на дружеството. От юни 2019 г. за старши треньор е назначен Петър Хубчев на мястото на Георги Тодоров. В сезон 2018/2019 г. Левски остава на трето място, което отново го праща на бараж за участие в евротурнирите. Този път Левски побеждава Етър (Велико Търново), а за Купата на България отпада на 1/8 финалите от Черно море след дузпи. В турнира за Лигаа Европа Левски отпада в Първия квалификационен кръг от Вадуц (Лихтенщайн). В сезон 2019/2020 г. Левски остава четвърти в крайното класиране и отпада за Купата на България на 1/2 финала от Локомотив (Пловдив). В турнира Лига Европа Левски отстранява в Първия. квалификационен кръг Ружомберок (Словакия), но в следващия кръг отпада от АЕК (Ларнака) от Кипър.
В началото на 2020 г. срещу Васил Божков започват съдебни дела по различни обвинения и той напуска страната, като се установява в Дубай. Това се отразява тежко на клуба и той изпада във финансова криза с риск от фалит. Невъзможността на Васил Божков да финансира клуба става причина да се прехвърлят акциите на нов собственик. От 2 юни 2020 г. Наско Сираков придобива целия дял от акциите на Георги Попов от 86,6% и става мажоритарен собственик на ПФК Левски АД. От юни 2020 до май 2024 г. на треньорския пост се изреждат последователно Петър Хубчев, Георги Тодоров (временно за 5 месеца), Живко Миланов (за 1 мач), Славиша Стоянович (за 5 месеца), Живко Миланов (за 5 месеца), Тодор Симов (1 мач), Станимир Стоилов (септември 2021 – април 2023 г.), Елин Топузаков (за 2 месеца), Николай Костов (юни 2023 – май 2024 г.). В сезон 2020/2021 г. Левски е с едно от най-слабите си представяния в първенството и остава на 8. място в крайното класиране. а за Купата на България отпада на 1/4 финалите от Славия. Левски не участва в евротурнирите. В сезон 2021/2022 г. Левски заема четвъртото място, но печели Купата на България, като побеждава на финала ЦСКА-София с 1:0. И в този сезон Левски няма евроучастие. В мача за Суперкупата на България Левски губи от Лудогорец. В сезон 2022/2023 г. Левски завършва на 4. място и играе бараж за участие в Купата на конференциите срещу Арда (Кърджали), като печели с 2:0. За Купата на България Левски отпада от Лудогорец на 1/8 финалите. В турнира за Лига на конференциите Левски отстранява ПАОК (Солун) във Втория квалификационен кръг, но след това отпада от Хамрун Спартанс от Малта.

## Наименования
- ССФК Левски (1914 – 1934)
- СК Левски (1934 – 1944)
- ПФД ПСК-Левски (1944 – 1949)
- ДСО Динамо (1949 – 1957)
- ФД Левски (1957 – 1969)
- ДФС Левски-Спартак (1969 – 1985)
- ФК Витоша (1985 – 1989)
- ФК Левски-Спартак (1989 – 1990)
- ФК Левски (1990 – 1992)
- ФК Левски 1914 (1992 – 1998)
- ПФК Левски (1998 –; 2006 –)

## Успехи

### Национални
Първа лига
- Шампион (26) – 1933, 1937, 1942, 1946, 1947, 1949, 1950, 1953, 1964/65, 1967/68, 1969/70, 1973/74, 1976/77, 1978/79, 1983/84, 1984/85, 1987/88, 1992/93, 1993/94, 1994/95, 1999/00, 2000/01, 2001/02, 2005/06, 2006/07, 2008/09

Купа на България
- Носител на купата (26) – 1942, 1946, 1947, 1949, 1950, 1956, 1957, 1958/59, 1966/67, 1969/70, 1970/71, 1975/76, 1976/77, 1978/79, 1983/84, 1985/86, 1990/91, 1991/92, 1993/94, 1997/98, 1999/00, 2001/02, 2002/03, 2004/05, 2006/07, 2021/22

Суперкупа на България
- Носител на купата (3) – 2005, 2007, 2009

### Международни
Лига Европа
- Четвъртфиналист (2) – 1975/76, 2005/06

Купа на носителите на национални купи
- Четвъртфиналист (3) – 1969/70, 1976/77, 1986/87

## Клубни символи

### Имена и емблеми
Първата клубна емблема е изработена през 1922 г. по проект на Минчо Качулев. Тя представлява квадрат със син фон, в който е изписана стилизирано буквата „Л“. Вътрешното пространство на буквата е запълнено вертикално по равно в жълто и червено. По-късно в горните два ъгъла на квадрата са изписани буквите „С“ (спортен) и „К“ (клуб), над долната страна на квадрата е изписано „София“. Тази емблема е валидна за клуба до 1949 г., когато той е преименуван на Динамо.
В периода 1949 – 1956 г. емблемата на клуба е неправилен шестоъгълник, запълнен вертикално с червен, бял, син и жълт цвят и ръкописно изписана буква Д с червена петолъчка над нея и надпис „София“ в подножието.
От 1957 до 1968 г. е възстановен първоначалният вариант на емблемата, но вместо буквите „С“ и „К“, са вписани „Ф“ (физкултурно) и Д (дружество).
След обединението със Спартак (София) през 1969 г. емблемата на клуба вече е щит в бяло и синьо, с хоризонтална червена лента отгоре. В щита са вписани буквите „Л“ и „С“, абривиетура на новото име Левски-Спартак. Тази емблема клубът носи до 1985 г., когато е преименуван на Витоша. Новата емблема е във вид на стилизирана буква В с вписана футболна топка в горната извивка на буквата, оцветена в синьо и бяло.
През януари 1990 г. клубът възстановява оригиналното си име и първоначалната си емблема, като буквите „С“ и „К“ в горните ъгли на синия квадрат са заменени с „Ф“ (футболен) и „К“ (клуб). Заради съдебни проблеми със собствеността на правата върху историческата емблема клубът я променя през 1998 г. Новата представлява щит, изцяло в син цвят. В центъра му е изписана буква „Л“, а под нея годината на основаване – 1914. Върху купола на щита има надпис „ПФК Левски“. След като печели делото за правата върху историческата емблема през 2006 г., клубът решава да използва двете различни емблеми едновременно.
|                         |                         |                         |                         |                         |                         |
| ССФК Левски             | СК Левски               | ПФД ПСК-Левски          | ДСО Динамо              | ФД Левски               | ДФС Левски-Спартак      |
| 24.05.1914 – 28.06.1934 | 28.06.1934 – 20.10.1944 | 20.10.1944 – 27.08.1949 | 20.09.1949 – 19.04.1957 | 19.04.1957 – 22.01.1969 | 22.01.1969 – 21.06.1985 |
|                         |                         |                         |                         |                         |                         |
|                         |                         |                         |                         |                         |                         |
| ФК Витоша               | ФК Левски-Спартак       | ФК Левски               | ФК Левски 1914          | ПФК Левски              | ПФК Левски              |
| 17.07.1985 – 17.11.1989 | 17.11.1989 – 30.01.1990 | 30.01.1990 – 06.03.1992 | 06.03.1992 – 10.03.1998 | 10.03.1998 –            | 26.09.2006 –            |

### Цветове
Първоначално клубните цветове са в червено и жълто. Със закупен екип от Румъния отборът играе до 1920 г. – фланелки с вертикални жълти и червени райета, черни гащета, черни чорапи. Поради невъзможност да бъде доставен същия екип или подобен, през 1921 тимът сменя цветовете си – сини фланелки с бели или черни гащета. Оттогава се налага и прозвището му „сините“. През следващите десетилетия отборът често играе с жълто-червени екипи (особено в периодите 1945 – 1948 и 1950 – 1956), но основен цвят остава синият, най-често допълнен от бяло. Жълто-червеният или жълто-синият вариант са по-скоро резервни цветове на клуба.
Според книгата с историята на футбола в град Габрово, индустриалецът Илю Илев, подарява първите два тъмносини екипа на Левски с по две бели ивици, през 1947, когато е собственик на клуба. Левски София играят приятелски мач с Янтра Габрово на тогавашния стадион Орловец, в Габрово. Книгата може да се намери на стадион Христо Ботев в град Габрово, а снимка от страницата разказваща тази история има изложена във фен магазина на Янтра.

## Екипировка
- Български продукт (1914 – 1976)
- Адидас (1976 – 1991)
- Диадора (1991 – 1992)
- Адидас (1992 – 1999)
- Ройш (1999 – 2000)
- Диадора (2000 – 2005)
- Улшпорт (2005 – 2010)
- Найк (2010 – 2012)
- Пума (2012 – 2014)
- Хома (2014 – 2018)
- Найк (2018 – 2020)
- Хома (2020 – 2023)
- Адидас (2023 – )

## Стадиони
През 1924 г. Столична община отпуска терен за построяване на игрище на ССК Левски върху празно, незастроено място, ползвано за сметище, на изток от Перловска река и на югоизток от Орлов мост. Строежът продължава повече от десет годни. Стадионът е по проект на арх. Зафир Абрашев, един от основателите на клуба. Той е и главен изпълнител на строителството.
През 1934 г. стадионът е напълно готов – с твърд сгуриен терен и с трибуни за около седем-осем хиляди зрители. През 1936 г. е завършена съблекалнята с баня с топла вода. Игрище „Левски“ дълги години е едно от най-използваните в София, на него се провеждат мачовете за столичното и държавното първенство. Съгласно балансовия отчет на клуба през 1934 г. стадионът е имал стойност 1 044 903 тогавашни лева.
През 1949 г. е решено да се построи в центъра на София нов национален стадион, точно на мястото на игрище „Левски“. Разпоредено е на Министерството на комуналното стопанство да национализира имуществото на клуба, след което стадионът е разрушен. По-късно на това място е изграден сегашния Национален стадион „Васил Левски“. На клуба временно е разрешено да тренира и играе мачовете си на стадион „Юнак“, а през 1952 г. му е отредено ново място за игрище в квартал Иван Вазов, където теренът, е отново сметище, пълно предимно с отпадъци от Тухларната фабрика. На този терен, наречен игрище „Динамо“ – от сгурия, без трибуни и с дъсчена ограда – сините играят до 1961 г. И до днес отборът не е получил обезщетение за изгонването от собствения му дом през 1949 г.
След ново райониране през 1960 г. на Левски е отредено да развива своята дейност в пети столичен район, но тъй като игрище „Динамо“ е на територията на втори район, то става притежание на Спартак (София). Сега на това място се намира плувния комплекс „Спартак“. На сините е отпуснат нов терен в квартал Подуяне и през 1960 г. клубът започва строеж на третия си стадион. Проектът е дело на арх. Лазар Парашкеванов и се реализира в продължение на три години. Официално стадион „Левски“, популярен и с името „Герена“, е открит на 10 март 1963 г. с шампионатен мач на Левски срещу Спартак (Плевен).
Днес стадионът има тревист терен с размери 120х90 метра и трибуни за около 25 000 седящи зрители. Западната трибуна е изцяло обновена, като се очаква да бъде завършена с козирка и помощни помещения. Има информационно табло и четири кули с електрическо осветление. От 1990 г. носи името на легендарния български футболист Георги Аспарухов.

## Съперничества
Най-големият съперник на сините в исторически план е ЦСКА (София). Срещите между двата отбора често са наричани Вечното дерби на България. В директните мачове между сини и червени в българското първенство, ЦСКА имат спечелени 58 мача, Левски са спечелили 56 мача и 47 мача са завършили без победител. В турнира за Купата на България, Левски има 22 победи, ЦСКА има 9 победи и 10 мача са завършвали с равен резултат в редовното време. Друго съперничество на сините е с отбора на Лудогорец (Разград), който се превръща в хегемон в българското първенство през 10-те години на XXI век. Срещите между Левски и Славия (София) са известни като „най-старото столично дерби“. Сините имат още две сериозни съперничества през годините, а именно мачовете срещу Локомотив (София) и срещу Ботев (Пловдив).

## Други успехи и неофициални купи
Първенство на София
- Шампион (11) – 1922/23, 1923/24, 1924/25, 1928/29, 1932/33, 1936/37, 1941/42, 1942/43, 1944/45, 1945/46, 1947/48

Купа на Съветската армия
- Носител на купата (3) – 1983/84, 1986/87, 1987/88

Купа на НРБ
- Носител на купата (1) – 1981/82

Купа Улпия Сердика
- Носител на купата (4) – 1926, 1930, 1931, 1932

Златен дубъл
- Шампион и Носител на купата (13) – 1942, 1946, 1947, 1948/49, 1949/50, 1969/70, 1976/77, 1978/79, 1983/84, 1993/94, 1999/00, 2001/02, 2006/07

Требъл
- Шампион, Носител на купата и Купата на Съветската армия (1) – 1983/84

## Настоящ състав
Към 15 юли 2025 г.

## Ръководство и треньорски щаб
- Мажоритарен акционер:  Наско Сираков
- Изпълнителен директор:  Даниел Боримиров
- Спортен директор:  Наско Сираков

### Надзорен съвет
- Наско Сираков – председател на Надзорния съвет
- Венцислав Димитров
- Антон Краус
- Мило Борисов

### Управителен съвет
- Даниел Боримиров
- Константин Баждеков
- Лъчезар Петров
- Христо Йовов
- Галина Костова

### Треньорски щаб
- Хулио Веласкес – старши треньор
- Фернандо Лаборие – помощник-треньор
- Дарко Тасевски – помощник-треньор
- Божидар Митрев – треньор на вратарите
- Хосе Сото – кондиционен треньор
- Тодор Тодоров – психолог

## Почетна листа

### Най-много мачове
| №  | Име                      | Период                              | Мачове |
| -- | ------------------------ | ----------------------------------- | ------ |
| 1  | Стефан Аладжов           | 1967 – 1981                         | 473    |
| 2  | Емил Спасов              | 1973 – 1985 1987 – 1988 1989 – 1990 | 415    |
| 3  | Павел Панов              | 1969 – 1981                         | 381    |
| 4  | Кирил Ивков              | 1967 – 1978                         | 375    |
| 5  | Елин Топузаков – Топчо   | 1995 – 2008 2010 – 2011             | 344    |
| 5  | Александър Костов        | 1956 – 1960 1961 – 1971             | 344    |
| 7  | Христо Илиев – Патрата   | 1954 – 1960 1961 – 1971             | 327    |
| 8  | Димитър Телкийски – Мечо | 1999 – 2008                         | 310    |
| 9  | Христо Йовов – Бижутера  | 1994 – 2013                         | 304    |
| 10 | Стефан Абаджиев – Теко   | 1953 – 1968                         | 299    |

### Най-много голове
| №  | Име                       | Период                                          | Голове |
| -- | ------------------------- | ----------------------------------------------- | ------ |
| 1  | Наско Сираков             | 1979 – 1980 1982 – 1988 1991 – 1995             | 206    |
| 2  | Павел Панов               | 1968 – 1981                                     | 176    |
| 3  | Георги Аспарухов – Гунди  | 1959 – 1962 1963 – 1971                         | 153    |
| 4  | Георги Иванов - Гонзо     | 1997 – 2002 2003 – 2004 2005 – 2007 2008 – 2009 | 135    |
| 5  | Христо Илиев – Патрата    | 1954 – 1959 1961 – 1968                         | 132    |
| 6  | Емил Спасов               | 1973 – 1985 1987 – 1988 1989 – 1990             | 110    |
| 7  | Димитър Йорданов – Кукуша | 1956 – 1965                                     | 103    |
| 8  | Михаил Вълчев             | 1981 – 1986                                     | 102    |
| 9  | Христо Йовов – Бижутера   | 1994 – 2013                                     | 87     |
| 10 | Асен Пешев – Капуй        | 1924 – 1934 1936 – 1937 1939 – 1940             | 86     |
| 10 | Даниел Боримиров          | 1990 – 1995 2004 – 2008                         | 86     |

## Идеални отбори за всички времена
Според бившия треньор Васил Методиев и много фенове на „Левски“ отборът от 1983 – 1985 г. е най-силният в историята на клуба: Борислав Михайлов, Пламен Николов, Николай Илиев, Петър Петров, Емил Велев, Георги Йорданов, Божидар Искренов, Руси Гочев, Михаил Вълчев, Наско Сираков, Емил Спасов – състав, който доминира над всички останали клубове в родния футбол в средата на 80-те години.
Въз основа на изявите за „Левски“ и националния отбор, получените награди и признание в различни анкети, символичният състав за всички времена може да изглежда така:

1 – Борислав Михайлов, 2 – Пламен Николов, 3 – Кирил Ивков, 4 – Стефан Аладжов, 5 – Добромир Жечев, 6 – Златко Янков, 7 – Георги Соколов, 8 – Павел Панов, 9 – Георги Аспарухов, 10 – Наско Сираков, 11 – Георги Иванов.

## Известни футболисти
- Александър Александров – Кривия
- Александър Костов
- Анете
- Асен Букарев
- Асен Панчев – Панчето
- Асен Пешев – Капуй
- Бисер Михайлов
- Божидар Искренов – Гиби
- Божин Ласков
- Борислав Михайлов
- Валери Божинов
- Васил Митков – Шопа
- Васил Спасов – Валяка
- Велко Йотов
- Владимир Гаджев
- Владимир Иванов – Фугата
- Владимир Йонков
- Войн Войнов
- Габриел Обертан
- Гара Дембеле
- Георги Аспарухов – Гунди
- Георги Донков
- Георги Иванов – Гонзо
- Георги Йорданов – Ламята
- Георги Марков
- Георги Петков
- Георги Соколов – Соколето
- Давид Яблонски
- Даниел Боримиров
- Дарко Тасевски
- Джон Ингълс
- Димитър Иванков
- Димитър Йорданов – Кукуша
- Димитър Мутафчиев
- Димитър Телкийски – Мечо
- Добромир Жечев
- Елин Топузаков – Топчо
- Емил Велев – Кокала
- Емил Ангелов – Бабангида
- Емил Кременлиев
- Емил Спасов
- Живко Миланов
- Здравко Здравков
- Здравко Лазаров – Електричката
- Златко Янков
- Иван Вуцов
- Иван Стоянов – Типеца
- Игор Томашич
- Илиян Илиев
- Илиан Стоянов – Коловати
- Йончо Арсов
- Кирил Миланов – Байко
- Кирил Ивков
- Красимир Борисов
- Лусио Вагнер
- Мариян Христов
- Милан Миятович
- Миодраг Пантелич
- Мирослав Иванов
- Михаил Вълчев
- Михаил Лозанов
- Наско Сираков
- Никола Котков
- Николай Илиев
- Николай Михайлов
- Николай Тодоров – Кайзера
- Павел Панов
- Петър Курдов
- Петър Михтарски
- Петър Хубчев
- Пламен Гетов
- Пламен Николов
- Предраг Пажин
- Ричард Еромоигбе
- Роман Прохазка
- Руси Гочев
- Седрик Бардон
- Станимир Стоилов – Мъри
- Станислав Ангелов – Пелето
- Станислав Костов
- Стефан Абаджиев – Теко
- Стефан Аладжов
- Стефан Павлов – Фифи Перото
- Стефан Стайков – Заека
- Тодор Барзов
- Томас Лафчис
- Уелтон
- Холмар Ейолфсон
- Христо Илиев – Патрата
- Христо Йовов – Бижутера
- Цанко Цветанов
- Цветан Веселинов – Меци
- Юсеф Рабех

## Известни привърженици
- Богдана Карадочева – певица[85]
- Бойко Борисов – политик, министър-председател[86][85]
- Бойко Кръстанов – актьор[86]
- Васко Кръпката – певец и музикант[86][85]
- Веселин Маринов – певец[85]
- Влади Въргала – актьор и режисьор[86]
- Георги Мамалев – актьор[86][85]
- Глория – певица[86]
- Джерард Бътлър – актьор[87]
- Дичо – певец[86]
- Евгений Бакърджиев – политик[85]
- Камен Алипиев – спортен журналист[86]
- Камен Воденичаров – актьор[86][85]
- Кирил Ефремов – актьор[85]
- Кирил Маричков – певец и музикант[86]
- Милена Славова – певица[86]
- Михаил Билалов – актьор[88]
- Михаил Миков – политик[85]
- Никола Анастасов – актьор[86]
- Николай Колев – Мичмана – спортен журналист[89]
- Петър Стойчев – плувец[86]
- Петър Стоянович – политик[85]
- Росен Петров – телевизионен водещ[85]
- Хилда Казасян – певица[86]
- Христо Мутафчиев – актьор[85]
- Юлиан Константинов – певец[85]